# Service hydrographique et océanographique de la marine chilienne
 (février 2019).
Si vous disposez d'ouvrages ou d'articles de référence ou si vous connaissez des sites web de qualité traitant du thème abordé ici, merci de compléter l'article en donnant les références utiles à sa vérifiabilité et en les liant à la section « Notes et références ».
 (février 2019).
Le Service hydrographique et océanographique de la marine chilienne , également connu sous son acronyme SHOA (en espagnol : Servicio Hidrográfico y Oceanográfico de la Armada de Chile, a pour mission de fournir les éléments techniques ainsi que l'information et l'assistance technique destinés à assurer la sécurité de la navigation dans les cours d'eau et les lacs, dans les eaux intérieures et les eaux mer territoriales chiliennes. De même, il constitue le service officiel, technique et permanent de l’État, pour tout ce qui concerne l’hydrographie, les relevés hydrographiques maritimes, fluviaux et lacustres, la cartographie nautique, l’établissement et la publication de cartes de navigation des eaux nationales, l’océanographie, la planification et la coordination des activités. Toutes les activités océanographiques nationales liées à la recherche physico-chimique, aux marées , aux raz-de-marée, à la géographie marine, à la navigation, à l'astronomie, aux signaux de l'heure officielle, à la photographie aérienne appliquée à la carte marine et à la signalisation maritime.

## Création
Le 1er mai$5 1874, le décret suprême no 329, signé par le président de la République, Federico Errázuriz Zañartu, et son ministre de la Marine, Aníbal Pinto Garmendia, crée l'Office hydrographique, entité chargée de diriger la publication des cartes marines du pays et leur répartition entre les navires de la marine et les bureaux maritimes.
En sa qualité de directeur, l'hydrographe et capitaine de frégate, Francisco Vidal Gormaz (es), est nommé comme premier directeur de ce nouvel office.

## Premières activités

### Nouvelles hydrographiques
Le 15 mai 1874, le premier numéro de Noticias Hidrográficas est publié dans le but de sensibiliser les navigateurs à l'actualité hydrographique des côtes chiliennes et des zones étrangères les plus fréquentées par les navires nationaux. Ce premier numéro est distribué à tous les services maritimes d'Europe et d'Amérique, accompagné de demandes d'échange de mêmes informations. Cette publication existe toujours depuis sa création et actuellement, il est publié mensuellement sous le nom de Boletín de Noticias a los Navegantes.

### Publications et premières cartes marines
La même année de la création de l'Office, la préparation du premier volume de l'Annuaire hydrographique est mis à jour en janvier 1875. Ce premier volume, publié au milieu de la même année, est composé par 469 pages. Il est diffusé en Europe et en Amérique initiant l’échange avec des organismes identiques. Ce premier texte hydrographique du premier lieutenant Luis Uribe Orrego est récompensée à Exposition internationale de Santiago (1875) (es).
En février 1875, les deux premières cartes nautiques des frères Vidal Gormaz sont publiées : Carte de la rivière Maullín et de ses affluents par le commandant Francisco Vidal Gormaz (es)
et Carte de l'Île San Félix du soulèvement mené par les officiers de la goélette Covadonga sous le commandement du capitaine Corvette Don Ramón Vidal Gormaz.

## Réorganisation de l'Office
À la fin de la décennie de sa création, l'Office développe une grande activité, réalisant en moyenne neuf travaux annuels et couvrant d’explorations et de sondages presque tout le littoral, de l'Atacama à la province de Magallanes, en plus des îles sporadiques.
Cependant, en 1879, avec la Guerre du Pacifique (1879-1884), le Bureau abandonne ses tâches principales consistant à rédiger des instructions, des cours et des descriptions géographiques des régions dans lesquelles l'armée de terre chilienne devait opérer sur le terrain. Par une loi publiée le 1er février 1888 et signée par le président Manuel de Balmaceda Ballesteros (es), quatorze ans après sa création, le service hydrographique est réorganisé en deux sections : hydrographie et cartographie.
La Révolution de 1891 interrompt à nouveau l'activité du service et les événements politiques de 1891 ont considérablement perturbé les progrès de l'hydrographie et causé des pertes considérables à l'État. Parmi ceux-ci figurent celui de l'atelier graphique de l'Office, dont les machines ont été détruites, ainsi que la perte de documents historiques irrécupérables et la cessation des fonctions de son directeur et son directeur adjoint.
Au cours de cette décennie mouvementée de la fin du XIXe siècle, le service reprend progressivement son rythme en développant parallèlement à ses propres fonctions de nouvelles initiatives dans le domaine de l’océanographie et de la météorologie. Il est mis en place, sur l’ensemble du littoral, un enregistrement des observations sur la faune marine et l'étude d'un système uniforme pour les navires de la marine pour effectuer des observations météorologiques.

## Débuts de la recherche océanographique dans la marine chilienne
Depuis les premiers travaux hydrographiques en 1834, la marine nationale a entrepris l’étude océanographique des eaux territoriales. Ces études consistent principalement en l'observation de marées de courte période, à la bathymétrie du fond de la mer, à l'étude locale des courants et des températures en surface.
En octobre 1896, le Chilean cruiser Presidente Pinto (1890) (en), commandé par le capitaine de frégate, Don Federico Chaigneau, à l'époque directeur de l'Office, fait une découverte importante pour l'océanographie physique : le cordon sous-marin de l'archipel Juan Fernández, île San Félix et île San Ambrosio, que l’on peut considérer comme la première croisière océanographique réalisée par la marine chilienne.

## Le bureau hydrographique
En 1898, le service hydrographique est transféré à Valparaíso, dans des locaux temporaires situés dans un bâtiment près de l'ancien quai Arturo Prat, où se trouvent le gouverneur maritime de Valparaíso, la bibliothèque de la marine et le cercle naval.
Le tremblement de terre de 1906 rend impératif la recherche d'un fonctionnement définitif pour l'Office. Les locaux étant insuffisants, il est décidé de l'achat d'un grand pavillon pour les ateliers de gravure, les salons de dessin et la salle des machines et d'un autre pavillon plus petit pour recevoir l'atelier de photographie et les travaux héliographiques en général.
Il s'agit d’une construction blanche appartenant au riche négociant de Buenos Aires et homme politique, Daniel A. Espejo, qui a ordonné sa construction au début de l'année 1900, située dans le vieux quartier de Playa Ancha (es), l'actuelle rue Federico Errázuriz Echaurren.
Le 11 juin 1908, le président de la République, Pedro Montt, signe le décret suprême no 988 du ministère de la Marine, autorisant le directeur du Trésor de procéder à l'achat et d'y installer l'Office hydrographique de la marine chilienne.

## Le Chili participe à la formation de l'Office Hydrographique International (OHI)
La coopération internationale dans le domaine de l'hydrographie a débuté avec la conférence tenue à Washington en 1899, suivie de deux autres réunions à Saint-Pétersbourg en 1908 et 1912. En 1919, vingt-quatre nations se sont réunies à Londres pour une conférence hydrographique au cours de laquelle il a été décidé de créer un organisme permanent. l'OHI a commencé ses activités en 1921 avec dix-huit États membres, y compris le Chili.
Sur l'invitation du SAS Prince Albert Ier de Monaco, marin et scientifique, le siège de Organisation hydrographique internationale est installé dans la Principauté de Monaco, où il se trouve encore aujourd'hui grâce au soutien constant et généreux des successeurs du prince.
Les progrès constants de la science rendent le travail hydrographique plus exigeant, en perfectionnant les méthodes et les instruments utilisés. Par décret suprême du 31 octobre 1911, le Règlement des spécialités pour les chefs et les officiers est approuvé, indiquant que « les officiers de la marine peuvent obtenir le titre de spécialistes en artillerie, torpilles et navigation, y compris ce dernier, l'hydrographie ». Conséquence de la fusion des spécialités d’hydrographie et de navigation, par le DS no 1.295 du 23 juillet 1917, il change de nom et devient l'Office de l'hydrographie et de la navigation.  Également à partir de 1917, les instruments de navigation des navires de la marine, qui restent sous leur responsabilité jusqu'en 1968, dépendent de l'Office.
Le 1er janvier 1928, l'Office de l'hydrographie et de la navigation change son nom pour celui de Département de la navigation et de l'hydrographie, et dépend de la direction des opérations navales récemment créée, futur État-major général de la marine. Le 23 septembre 1935, le Département de la navigation et de l'hydrographie intègre à son organisation les Sections d'hydrographie, de navigation et de phares et balises.
En 1944 la Section des phares et balises devient dépendante de la Direction de la côte et de la marine marchande, en tant que Département de la signalisation maritime et en 1945, le Département de la navigation et de l'hydrographie devient dépendant de la Direction de la côte et de la marine marchande.

## Centenaire du premier relevé hydrographique
Le 28 décembre 1934, le Département célèbre par une importante cérémonie le centenaire du début de l'activité hydrographique nationale en inaugurant à cette occasion une galerie de marins illustres qui se distinguèrent par de grands services rendus à l'hydrographie.

## Installation du premier marégraphe
Les études visant à installer des marégraphes le long de la côte chilienne remontent à 1901, mais ce n’est qu’en 1908 qu’ils ont réussi à en installer deux, l’une à Valparaíso et l’autre à Puerto Montt. En 1934, le Département de la navigation et de l'hydrographie informa le Bureau Hydrographique de Monaco que l'étude des courants de marée avait récemment commencé, mais que les conditions économiques actuelles ne lui permettaient pas de s'effectuer de manière continue.
En 1941, en vertu d’un accord avec le U.S. National Geodetic Survey, l’installation de marégraphes automatiques a débuté le long du littoral chilien à partir du 4 avril à Valparaíso. La première Table des marées de la côte chilienne est éditée en 1947.

## Premier navire hydrographique
Le 5 mai 1940, à Valparaíso, le premier navire hydrographique de la marine est lancé, baptisé Vidal Gormaz en hommage au père de l'hydrographie chilienne. C'était un yacht de plaisance construit à Southampton, en Angleterre, appelé Cynara, et conditionné comme un navire hydrographique dans le chantier naval Thornycroft. L'activité hydrographique de ce navire durera jusqu'en 1952 et sera utilisé de préférence pour la recherche et l'exploration en eaux peu profondes.

## À partir des années 1950
Le 2 mars 1954, le règlement organique du Département de la navigation et de l'hydrographie est approuvé, qui reste dépendant de la Direction de la côte et de la marine marchande et comprend trois sections : Navigation, Hydrographie et cartographie. Quelques années plus tard, la loi no 12.182 du 6 octobre 1956 modifie l'organisation de la Direction du littoral et de la marine marchande et établit à nouveau la dépendance du Service des phares et balises (en espagnol : Servicio de Señalización Marítima) du Département de la Navigation et de l'Hydrographie de la Marine.
En 1964, le Département de la Navigation et de l'Hydrographie de la Marine devient l'Institut Hydrographique de la Marine. En 1968, il change de nouveau de nom pour devenir l'Institut Hydrographique de la Marine Chilienne.
Par la loi no 19.002 du 24 octobre 1990, il prend le nom de Service hydrographique et océanographique de la marine chilienne.
Dans le règlement organique de l'année 1954, apparaît pour la première fois une sous-section de l'océanographie et des marées dépendant de la section d'hydrographie, dont la fonction principale était d'étudier, de recueillir et de fournir des données officielles sur les marées, les courants, les températures, la salinité, l'oxygénation les eaux , etc., et tout ce qui concerne l’océanographie dynamique des côtes chiliennes. En 1957, elle devint une Section océanographie car le Département de la navigation et de l'hydrographie devait assumer la représentation du pays pendant l'Année géophysique internationale.

### Année géophysique internationale: impulsion définitive à l'activité océanographique
Depuis l’exécution des premiers travaux hydrographiques effectués par la marine, en décembre 1834, les études océanographiques au Chili consistaient principalement en observations de marées, bathymétrie, études de courants de surface en haute mer, dans les chenaux et les baies, les températures de surface, les observations météorologique et autres ayant un impact sur la sécurité de la navigation. Ce n'est qu'à la fin de l'Année géophysique internationale (AGI), en 1957, que le Département de la navigation et de l'hydrographie entame des recherches soutenues dans le domaine de l'océanographie dont les recherches ont porté sur toutes les branches la science.
Le Département de la navigation et de l'hydrographie a représenté le Chili dans le domaine de l'océanographie physique. Malgré son manque de moyens généraux et de matériel, il a participé activement à ce domaine en effectuant une série d'observations océanographiques le long de la côte et du îles sporadiques de l'archipel Juan Fernández et de l'île de Pâques. Ce dernier est d’une grande importance en raison de l’emplacement de cette possession chilienne au centre de l’océan Pacifique. Ces activités ont été développées en combinaison avec l’Institut d'océanographie Scripps aux États-Unis, qui a fourni une partie des instruments nécessaires pour effectuer les observations.
L'Année géophysique internationale a également abouti au Traité sur l'Antarctique qui, en 1959, réservait l'Antarctique à la recherche scientifique à des fins pacifiques. L'accord est entré en vigueur en 1961 et a été signé par 27 pays au total. Il convient de noter que la marine chilienne avait construit la première base navale antarctique en 1947, la Base Melchior sur l'île Lambda.